# Louis Alexandre Antoine Mizon
Pour les articles homonymes, voir Louis Mizon et Mizon.
Louis Alexandre Antoine Mizon, né le 16 juillet 1853 à Paris et mort le 11 mars 1899  dans l'océan Indien, est un officier de marine et explorateur français.

## Biographie

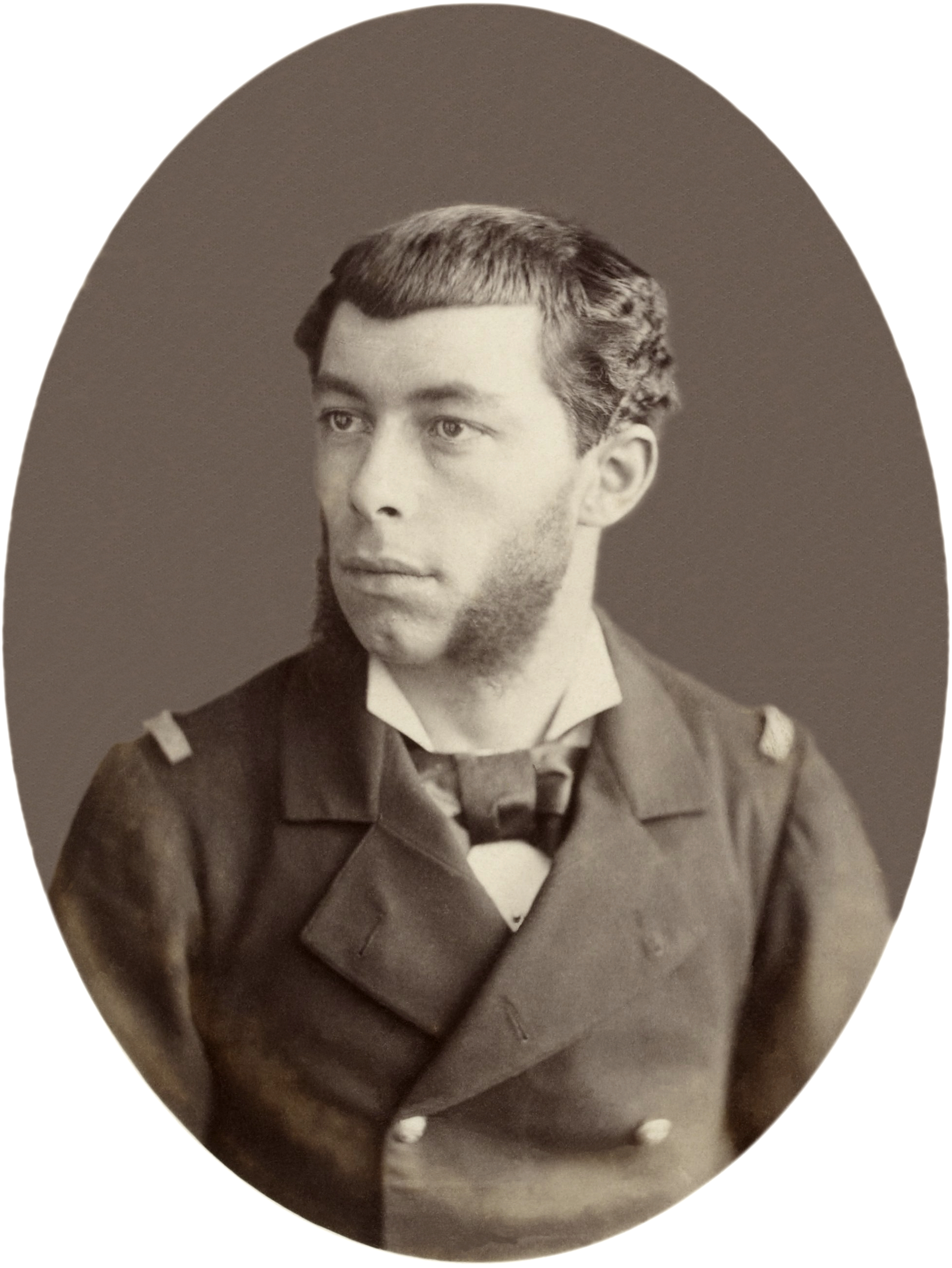
Antoine Mizon par Christian

De 1880 à 1882, Mizon collabore avec Pierre Savorgnan de Brazza et Jean-Noël Savelli au Congo, puis réintègre l'armée jusqu'en 1890 et explore ensuite l'Afrique centrale pendant trois ans. 
Le 10 août 1892, les membres de la seconde mission Mizon embarquent à Pauillac, à bord de la Ville-de-Céréa.
La mission scientifique comprend, outre Mizon, l’enseigne de vaisseau Bretonnet, Albert Nebout, l’adjudant Chabredier, du 12e régiment d’infanterie, le chérif El-Hadj-Mahmed et le tirailleur algérien Ahmed Mechkam. Pour la partie commerciale, Wehrlin a sous ses ordres Huntzbuchler et Félix Tréhot, qui avait déjà participé au premier voyage dans l’Adamaoua. L’expédition comprend en outre le second-maître mécanicien Varé, le quartier-maître mécanicien Lambelin, le quartier-maître de manœuvre Jégou, le quartier-maître charpentier Camard, un mécanicien supplémentaire (civil), Henri Vaughan, et le docteur Ward qui a demandé à profiter de l’expédition pour enrichir ses collections d’histoire naturelle.
Le 21 août, l’expédition est à Dakar où elle s’adjoint dix-huit tirailleurs et quatre laptots. Arrivée le 3 septembre à Cotonou, l’expédition embarque sur le Sergent-Malamine. Une partie du matériel est embarqué sur la Mosca.
Le 29 septembre commence la remontée du Niger. Les deux navires atteignent Lukodja le 11 octobre. Le 13 septembre, ils s’engagent sur la Bénoué.
Le 25 octobre, après plusieurs échouages, le Sergent-Malamine résiste à toute tentative de remise à flot. L’expédition est condamnée à attendre la remontée des eaux, pendant les neuf mois que dure la saison sèche.
L’échouage se produit devant le village de Chirou, sur le territoire du sultan du Mouri, Mohamed-ben-Abn-Boubakar, qui accueille l’expédition avec chaleur. Il requiert son aide pour venir à bout de la tribu des Koâna qui entrave les échanges commerciaux empruntant la route de Kano à Baoutchi, Mouri, Tchomo, Gachka où les caravanes se divisent pour aller à Banyo, Tibati ou Ngaoundéré.
Après une tentative improductive de conciliation auprès des Koâna, le lieutenant Mizon décide d’épauler le sultan du Mouri. Fin décembre 1892, les Koâna font leur soumission au sultan du Mouri.
À la fin du mois de février 1893, c’est l’émouvante rencontre des membres de la mission Maistre, en route vers la France après un long et fructueux périple dans la région du Congo.

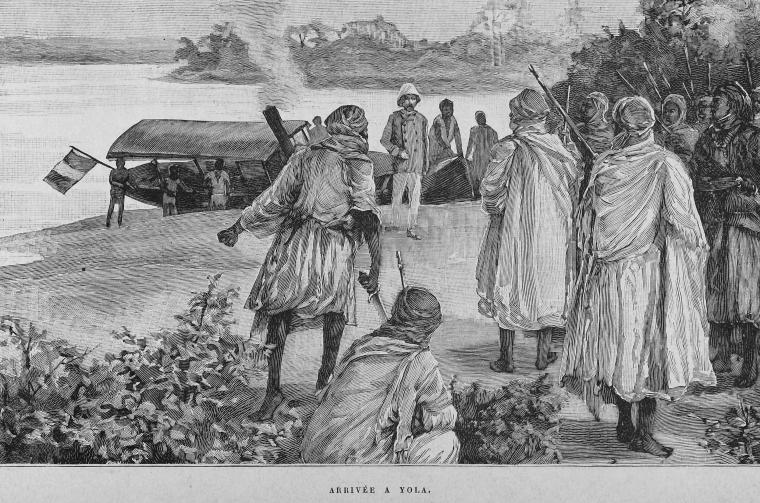
Arrivée du lieutenant Mizon à Yola (Nigeria actuel)

Au cours du mois de mars, la factorerie de Ménardville (appelée ainsi en souvenir du capitaine Ménard, mort au Soudan) commence à être installée. Après des débuts commerciaux prometteurs, il s’avère que les habitants, insoumis, du village de Deulti, situé sur un contrefort des montagnes séparant le Mouri du Bachama, a fermé la route de ce pays. Les marchands empruntant cet itinéraire sont invariablement pillés.
Le sultan du Mouri confirme l’insoumission irréductible de ce village. Et le 15 mai, une expédition se met en route vers Deulti. Le 18, après d’âpres combats, Deulti est réduite.
Le 2 juin 1893, retour à Chirou. Dans la nuit du 12 au 13 juillet, une pluie diluvienne produit une crue très forte ; en douze heures, l’eau monte de 30 centimètres ; le Sergent-Malamine flotte enfin.
Après une escale à Ménardville, les deux navires poursuivent leur remontée de la Bénoué vers Yola, atteinte le 19 août.
Le 22 septembre 1893, dans un climat de tension avec Anglais et Allemands, la mission française redescend la Bénoué et s’embarque, le 12 octobre à Cotonou, à bord du Liban en partance pour Marseille.
Ensuite, il devient résident à Madagascar, puis administrateur-supérieur (subordonné au Gouverneur général de Madagascar) à Mayotte du 5 août 1897 au 11 mars 1899. 
Le 7 mars 1899, il est nommé gouverneur de Djibouti. Cependant, le 11 mars 1899 à 9 heures du soir, dans l'Océan Indien, Antoine Mizon se suicide d'un coup de fusil en pleine tête, à l'âge de 45 ans. Les raisons de son geste ne semblent pas connues.

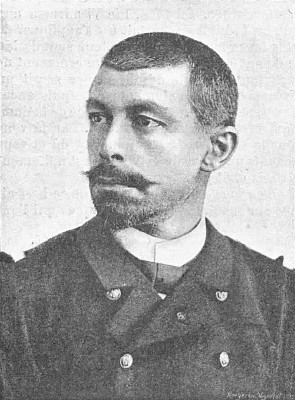
Antoine Mizon par Ladrey et Disderi

## Hommages
Une rue du 15e arrondissement de Paris porte son nom depuis 1899.

## Œuvres
- « Du Niger au Congo par l'Adamaoua, 1890-1892 », communication faite en séance extraordinaire de la Société de géographie commerciale, le 12 juillet 1892, Institut national des langues et civilisations orientales, Paris, microfiche 1976, 98 images